# Người Nhật
Người Nhật (Kanji: 日本人, rōmaji: nihonjin, nipponjin) là dân tộc đóng vai trò chủ thể của đất nước Nhật Bản. Trên thế giới có khoảng 130 triệu người hậu duệ của dân tộc Nhật, khoảng 127 triệu người trong số đó là cư dân của Nhật Bản. Người gốc Nhật sống ở nước ngoài được gọi là nikkeijin (日系人) (Nhật hệ nhân). Thuật ngữ "người Nhật hay dân tộc Nhật Bản" cũng được sử dụng trong một số ngữ cảnh để chỉ các dân tộc khác, bao gồm cả người Yamato, người Ainu, người Triều Tiên và người Ryukyu. 
Người Nhật sử dụng tiếng Nhật, một ngôn ngữ thuộc loại hình ngôn ngữ chắp dính và được coi là một ngôn ngữ biệt lập. Chữ viết sử dụng bốn loại chữ Hiragana, Katakana, Rōmaji và chữ Kanji.